# Orquestra Sinfônica Nacional da RTÉ
A Orquestra Sinfônica Nacional da RTÉ (português brasileiro) ou Orquestra Sinfónica Nacional da RTÉ (português europeu) é uma orquestra musical da Raidió Teilifís Éireann. É a primeira orquestra sinfônica de Dublin e uma das melhores orquestras da Irlanda. A orquestra foi fundada em 1899 pelo professor de piano Michele Esposito, fundando uma orquestra com setenta músicos. O primeiro maestro após a Segunda Guerra Mundial foi Michael Bowles. Após sua retirada da orquestra, passaram pela orquestra os maestros Jean Martinon e Hans Schmidt-Isserstedt. Finalmente em 1953 a orquestra teve um maestro principal, o maestro Milan Horvat, que permaneceu na posição até 1961. Em 1962 Tibor Paul foi nomeado maestros, sendo sucedido por Albert Rosen, Colman Pearce, Bryden Thomson e Janos Fürst. O atual maestro é Gerhard Markson, que será sucedido por Alan Buribayev.